# Mark 84
Mark 84 är en amerikansk flygbomb. Det är den största bomben i Mark 80-serien.
Bomben konstruerades under 1950-talet för att ersätta äldre flygbomber med en bomb som var tillräckligt strömlinjeformad för att kunna bäras som extern last i överljudsfart. Bombens skal är av stål och sprängladdningen består av 429 kg sprängmedel; antingen Minol, Tritonal eller H6. Varianten BLU-109 är avsedd för djupverkan och är laddad med PBXN-109 (64% RDX, 20% aluminiumpulver och 16% polymeriskt bindemedel). Bomben har uttag för 76 mm (3 tum) tändrör både i spetsen och i basen. Till skillnad från de andra bomberna i Mark 80-serien kan Mark 84 inte förses med bromsanordning.

## Varianter
- Mark 84 – Grundkonfiguration med spetsanslagsrör och konventionella fenor.
- BLU-109 – Djupinträngande bomb laddad med PBXN-109. Används vanligen med enbart baständrör och en noskon av härdat stål i stället för spetsrör.
- Mark 41 Destructor – Mark 84 konverterad till sjömina genom att förses med magnetisk utlösning.[5]
  - Mark 65 Quickstrike – Ersättare för Mark 41 Destructor utrustad med Mark 57 sonar.[6]
- GBU-10 – Laserstyrd bomb utrustad med Paveway I-målsökare.
- GBU-50 – Laserstyrd bomb utrustad med Paveway II-målsökare.
- GBU-24 – Laserstyrd bomb utrustad med Paveway III-målsökare.
- GBU-31 – GPS-styrd bomb utrustad med JDAM-paket.
- GBU-56 – GPS- och laserstyrd bomb utrustad med LJDAM-paket.